# Roja (pagast)
Pour les articles homonymes, voir Roja.
Roja est un novads de Lettonie, situé dans la région de Kurzeme. En 2009, sa population est de 6 271 habitants, mais en 2016 sa population est de 4 115 habitants.